# Чиновник

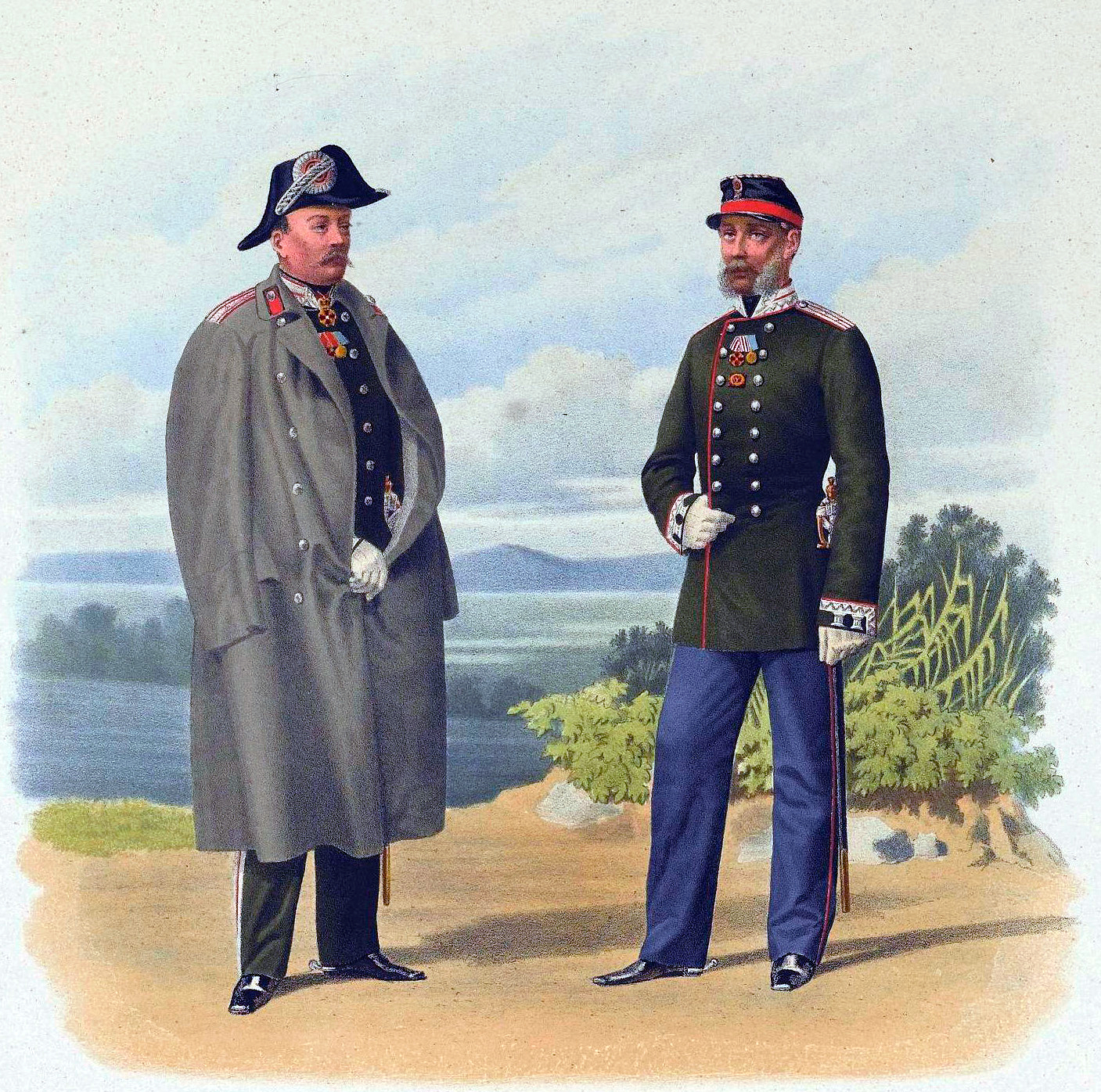
Пиратский К. К. Чиновники Военного министерства 5-го и 8-го классов. 1863 г.

Чино́вник — в Русском царстве и Российской империи — лицо мужского пола, имеющее чин и состоящее на статской (гражданской) или придворной службе.
В настоящее время — обиходное название государственного служащего.
Институт чиновничества существовал де-факто в Русском царстве и Российской империи, но до 1722 года не имел чёткой структуры. Де-юре институт чиновничества был структурирован учреждением Табели о рангах 24 января (4 февраля) 1722 года.
После Октябрьской революции в 1917 году Табель о рангах была упразднена, а институт чиновничества ликвидирован. Лица, занятые в сфере государственного управления, стали именоваться государственными служащими.

## Виды
- Чиновник по особым поручениям
- Гражданский чиновник военного ведомства (военный чиновник или зауряд-чиновник, а также с 1836 по 1847 год военный советник), — чиновник, имеющий классный гражданский чин. Кроме внешних признаков (наименование чина, форма одежды), он отличается от воинских чинов тем, что для него необязательно последовательное прохождение службы, начиная с нижнего чина. Подлежали ограниченной военной подсудности: за преступления по должности и нарушение правил военной дисциплины.
- Классный чиновник[3][4][5] — чиновник, имеющий чин определённого класса или право на него.
- Канцелярский чиновник — чиновник, имеющий какой-либо классный чин и занимающий в государственном присутственном месте должность, которой не присвоено особого названия[6].

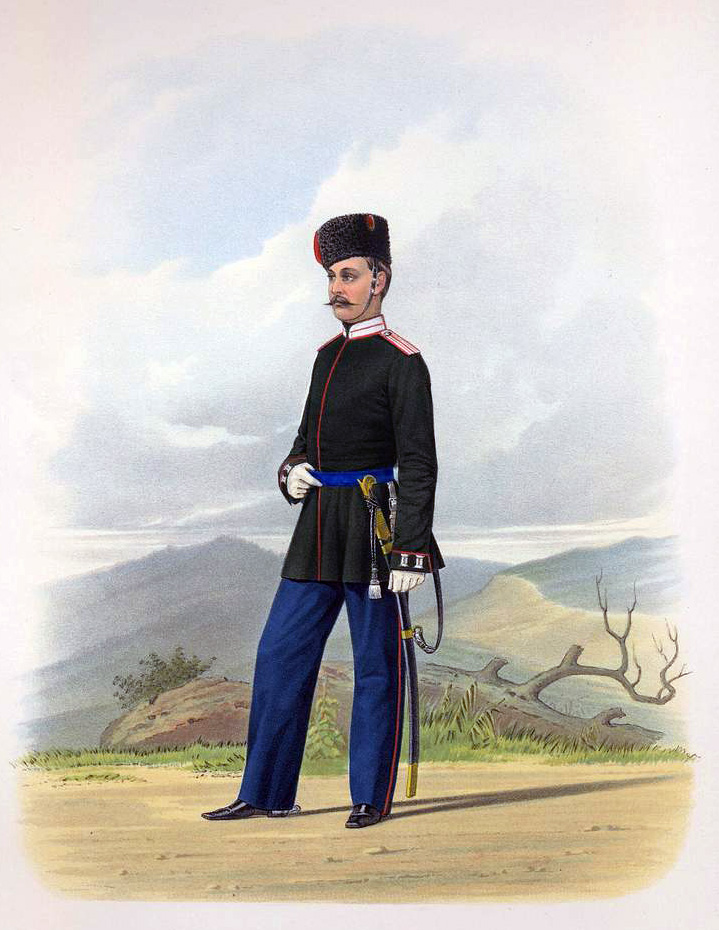
Пиратский К. К. Гражданский чиновник Донского Войска. 1867 г.
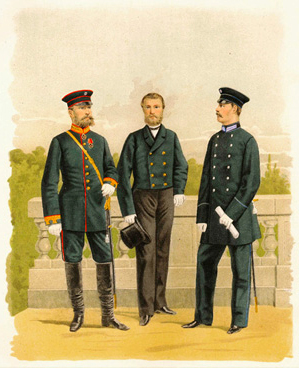
Гражданские чиновники Военного ведомства. Артиллерийский чиновник штаб-офицерского звания, топограф обер-офицерского звания, чиновник учебно-воспитательной службы военно-учебных заведений не имеющий военного чина. 1883 г.